# معهد الاستشراق التابع للأكاديمية الوطنية الأذربيجانية للعلوم
معهد الاستشراق التابع للأكاديمية الوطنية الأذربيجانية للعلوم — معهد الدراسات الشرقية الذي يحمل اسم الأكاديمي ضياء بونيادوف، منظمة علمية مدرجة في هيكل الأكاديمية الوطنية الأذربيجانية للعلوم. المديرة: دكتور في العلوم اللغوية، سيدة جوهر باخشعلييفا بنت باخشعلي

## التاريخ
تأسس معهد الدراسات الشرقية التابع للأكاديمية الوطنية الأذربيجانية للعلوم في عام 1958 بقرار من مجلس وزراء جمهورية أذربيجان الاشتراكية السوفياتية على أساس الإدارات والمجموعات ذات الصلة العاملة في المعاهد الأخرى لأكاديمية العلوم.
درس معهد الدراسات الشرقية خلال سنوات وجوده تاريخ الشرق الأوسط والتطور الاجتماعي والثقافي لشعوب هذه المنطقة وعلاقاتها الثقافية والتاريخية مع أذربيجان منذ قرون. حتى الآن، تم نشر أكثر من 400 كتاب علمي وعدة آلاف من المقالات العلمية من قبل موظفي المعهد.

## مجالات النشاط
1. التنمية الاجتماعية والسياسية والاقتصادية والثقافية لدول الشرق
2. علاقات أذربيجان مع الدول الشرقية، ودراسة الآثار المكتوبة الاذربيجانية في العصور الوسطى والآثار المكتوبة عن أذربيجان، وكذالك تاريخ الإسلام، الحالة الدينية في العصر الحديث والعلاقات الاأذربيجانية - العربية والأذربيجان - الفارسية والعلاقات اللغوية الأذربيجانية–التركية

## النتائج العلمية
على مدى السنوات الخمس الماضية، نشر المعهد أكثر من 50 كتابًا علميًا وحوالي 400 مقال علمي. ومن أهم هذه الكتب:
1. شهاب الدين الحاجبي، المترجمة من العربية، المقدمة والشرح لآكاديمي ضياء بنيادوف باسم: «Cizneopisanie Dcalal ad-Dina Mankburnı»
2. عبدي بك شيرازي. تكميلة الأكبر. ترجمة، مقدمة وتعليقات من الفارسية بقلم ا. رحيموف
3. جوهر باخشعلييفا «كتاب الأغاني» لأبو الفرج الأصفهاني والأدب الأذربيجاني الكلاسيكي
4. الشرق في القرون الوسطى. مجموعة من المقالات مكرسة لذكرى الأكاديمي ض. بونيادوف
5. ش.تقى يفا، ا.رحيملي، ص.بايرامزاده، أذربيجان الجنوبية
6. سنة 1728 كتاب مفصل لمحافظة تفليس، كاتب المقدمة والترجمة دوكتور شاهين مصطفى يف
7. و.مصطفى يف، الوعي الوطني لأذربيجان الجنوبية

## الهيكل
- شعبة تاريخ واقتصاد تركيا
- شعبة تاريخ واقتصاد إيران
- شعبة تاريخ واقتصاد الدول العربية
- شعبة فقه اللغة العربية
- شعبة فقه اللغة الفارسية
- شعبة فقه اللغة التركية
- شعبة تاريخ الدين والرأي العام
- شعبة الدراسات في المصادر، بحث وانتشار الآثار المكتوبة
- شعبة الشرق والغرب

## وصلات خارجية
- أكاديمية أذربيجان الوطنية للعلوم
- معهد الاستشراق التابع للأكاديمية الوطنية الأذربيجانية للعلوم باسم الأكاديمي ض. بونيادوف